# 舟町 (新宿区)
舟町（ふなまち）は、東京都新宿区の町名。「丁目」の設定のない単独町名である。住居表示未実施。

## 地理
新宿区の南東部に位置する。北辺は、住吉町に接する。東部は、荒木町に接する。南部は、四谷三丁目に接する。西部は愛住町に接する。町域内を外苑東通りが縦貫している。また北部は靖国通りが、南部は新宿通りがそれぞれ面してはいないが至近にある。幹線道路沿いは、各種ビルが立ち並んでいるが、道路から離れた町域内の多くは、住宅地となっている。

## 歴史
江戸時代には武家地・寺地だった。初期には全勝寺一帯に杉林が存在し、伐採されて四谷丸太として売り出された。材は舟板としても利用され、全勝寺西隣の全徳寺から現在の新宿通りに至る道は舟板横町と呼ばれた。幕末には近藤勇の養父近藤周斎が隠居している。1872年（明治5年）の町起立の際、舟板横町に因んで四谷舟町と名付けられた。1908年（明治44年）に冠称を外し、町域も変わらず現在に至る。

## 世帯数と人口
2025年（令和7年）3月1日現在（新宿区発表）の世帯数と人口は以下の通りである。
- 世帯数 : 1,151世帯
- 人口 : 1,603人

### 人口の変遷
国勢調査による人口の推移。
| 年                 | 人口  |
| ------------------ | ----- |
| 1995年（平成7年）  | 829   |
| 2000年（平成12年） | 851   |
| 2005年（平成17年） | 1,181 |
| 2010年（平成22年） | 1,383 |
| 2015年（平成27年） | 1,304 |
| 2020年（令和2年）  | 1,388 |

### 世帯数の変遷
国勢調査による世帯数の推移。
| 年                 | 世帯数 |
| ------------------ | ------ |
| 1995年（平成7年）  | 442    |
| 2000年（平成12年） | 519    |
| 2005年（平成17年） | 776    |
| 2010年（平成22年） | 963    |
| 2015年（平成27年） | 891    |
| 2020年（令和2年）  | 973    |

## 学区
区立小・中学校に通う場合、学区は以下の通りとなる（2018年8月時点）。
- 区域 : 全域
  - 小学校 : 新宿区立四谷小学校
  - 中学校 : 新宿区立四谷中学校

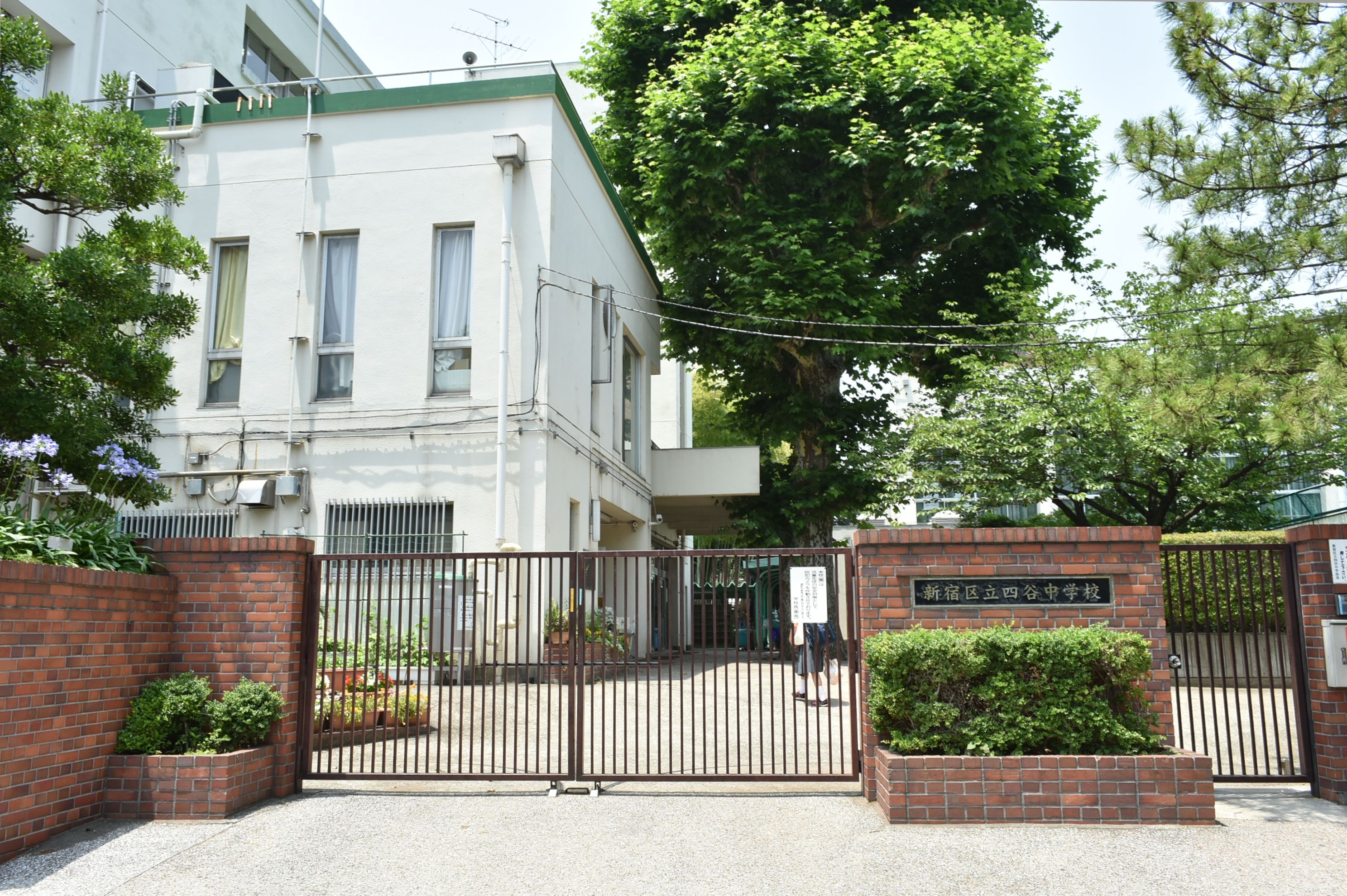
新宿区立四谷中学校（2018年6月26日撮影）

## 交通
町域内には鉄道駅はないが、南部は地下鉄丸ノ内線の四谷三丁目駅が、北部は都営新宿線の曙橋駅がそれぞれ至近にあり交通の便は良い。

## 事業所
2021年（令和3年）現在の経済センサス調査による事業所数と従業員数は以下の通りである。
- 事業所数 : 156事業所
- 従業員数 : 821人

### 事業者数の変遷
経済センサスによる事業所数の推移。
| 年                 | 事業者数 |
| ------------------ | -------- |
| 2016年（平成28年） | 177      |
| 2021年（令和3年）  | 156      |

### 従業員数の変遷
経済センサスによる従業員数の推移。
| 年                 | 従業員数 |
| ------------------ | -------- |
| 2016年（平成28年） | 1,004    |
| 2021年（令和3年）  | 821      |

## 施設
- 西迎寺
- 全勝寺
- 日本防衛装備工業会

## その他

### 日本郵便
- 郵便番号 : 160-0006[3]（集配局 : 新宿郵便局[14]）。